# General Atomics MQ-9 Reaper
General Atomics MQ-9 Reaper, förkortat MQ-9 Reaper eller MQ-9 ("lieman"), tidigare kallad Predator B, är en amerikansk obemannad luftfarkost (UAV) som utvecklats av General Atomics Aeronautical Systems.
MQ-9 utnyttjas för både spanings- och attack/bekämpningsändamål, vilket i amerikansk terminologi kallas hunter-killer. Den är utformad för att skjuta på terrorister och kan även vara beväpnad med Hellfire-robotar som den kan skjuta på exempelvis fordon och andra mål. Eftersom Hellfire-robotarna är pansarbrytande så kan de också förstöra pansarfordon. MQ-9 kan även bära laserstyrda, GBU-12 Paveway II, och GBU-38 JDAM. MQ-9 är den första amerikanska kombinerande spanings- och bekämpnings-UAV som designats för lång uthållighet och spaning från hög höjd.
MQ-9 är större än den tidigare RQ-1 Predator och har förbättrade prestanda. Den kan styras med samma marksystem som RQ-1. MQ-9 Reaper drivs av en turbopropmotor på 671 kilowatt, vilket gör det möjligt att ta 15 gånger så stor vapenlast och hålla tre gånger så hög hastighet som RQ-1.

## Incidenter
Den 14 mars 2023 störtade en amerikansk MQ-9 Reaper i svarta havet efter att ha kolliderat med ett ryskt jaktflygplan av modellen Suchoj Su-27. Drönarens propeller gick sönder vid kollisionen vilket ledde till att drönaren kraschade.
- En video som visar incidenten mellan drönaren och det ryska jaktflygplanet över svarta havet.

## Bilder

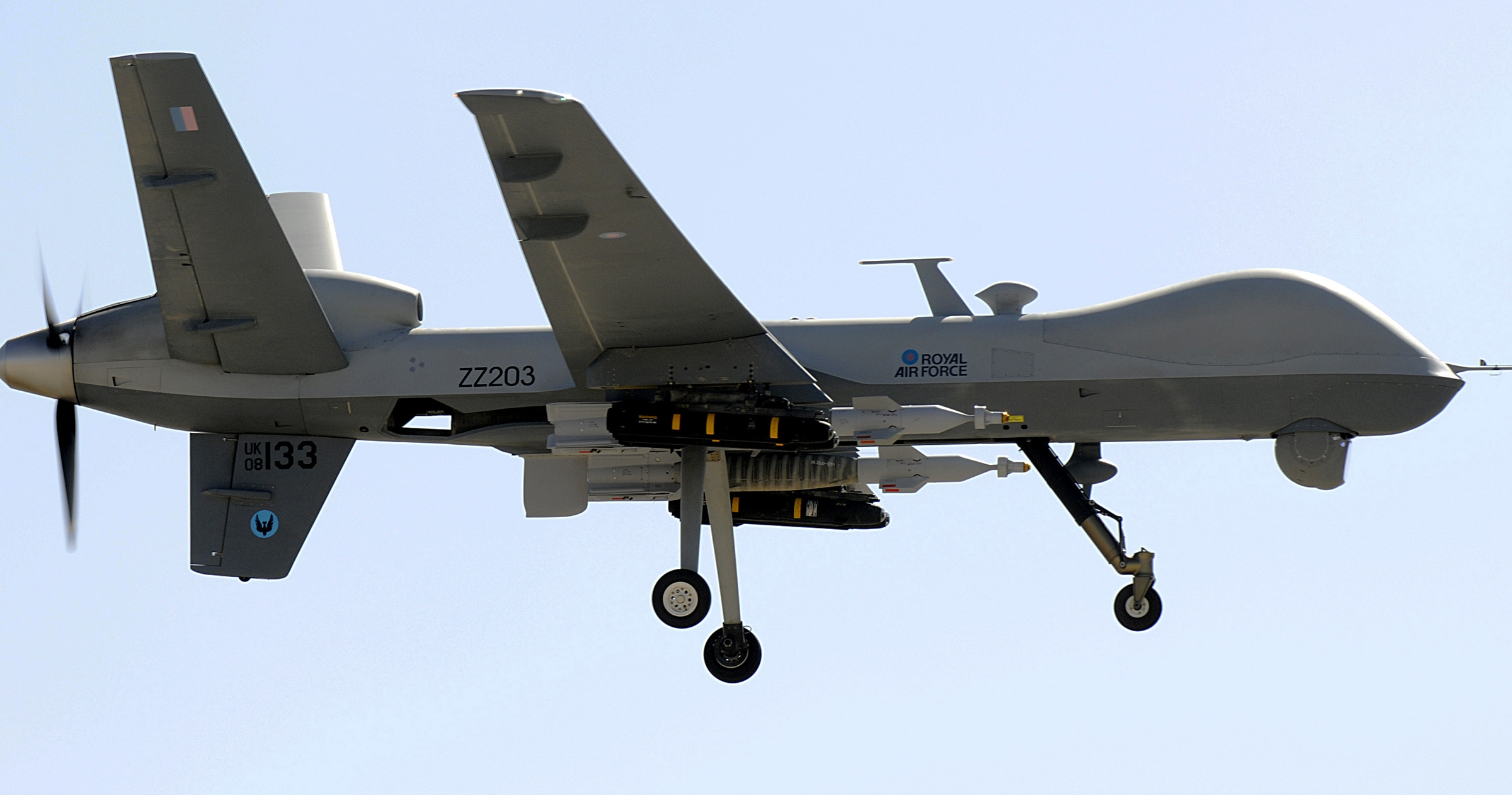
En brittisk MQ-9.

### Fotnoter
1. ↑  ”Ryskt stridsflygplan har kolliderat med amerikansk drönare”. SVT Nyheter. 14 mars 2023. https://www.svt.se/nyheter/utrikes/ryskt-stridsflygplan-har-krockat-med-amerikansk-dronare. Läst 22 april 2023.
2. ↑  ”Första bilderna av drönarincidenten – se när ryska stridsflyget möter drönaren”. SVT Nyheter. 16 mars 2023. https://www.svt.se/nyheter/utrikes/forsta-bilderna-av-dronarincidenten-se-nar-ryska-stridsflyget-moter-dronaren. Läst 22 april 2023.